# Осциллятор Дуффинга
Осциллятор Дуффинга (англ. Duffing oscillator) — простейшая одномерная нелинейная система. Представляет собой частицу, движущуюся в потенциале вида {\displaystyle U(x)=ax^{2}/2+bx^{4}/4}. При {\displaystyle b=0} система сводится к обычному гармоническому осциллятору.
Особенностью осциллятора Дуффинга является возможность моделирования хаотической динамики.
Дифференциальное уравнение движения для осциллятора Дуффинга имеет вид:
{\displaystyle m{\ddot {x}}=-ax-bx^{3}},
где {\displaystyle x} и {\displaystyle m} соответственно, координата частицы и её масса.
Уравнение впервые было изучено немецким инженером Георгом Дуффингом в 1918 году. Дискретная его версия известна как отображение Дуффинга.
Решение этого уравнения Дуффинга выражается через эллиптические функции: {\displaystyle x(t)=a_{1}cn(u,k),u=a_{2}t+b}.

## Зависимость амплитуды от частоты
В отсутствие диссипации (трения), гармонический (линейный) осциллятор, находящийся под действием внешней периодической силы {\displaystyle F=F_{0}\cos(\omega t)}, испытывает резонанс, если частота этой силы {\displaystyle \omega } совпадает с собственной частотой осциллятора {\displaystyle \omega _{0}=\omega }. При близости возбуждающей частоты частоте резонанса осциллятор совершает колебания конечной амплитуды. Последняя пропорциональна {\displaystyle (\omega _{0}-\omega )^{-2}} и обращается в бесконечность  точно при резонансе.
В отличие от гармонического осциллятора, осциллятор Дуффинга под действием внешней периодической силы испытывает бистабильное поведение.